# Dreifaltigkeitskirche (Reinsdorf)

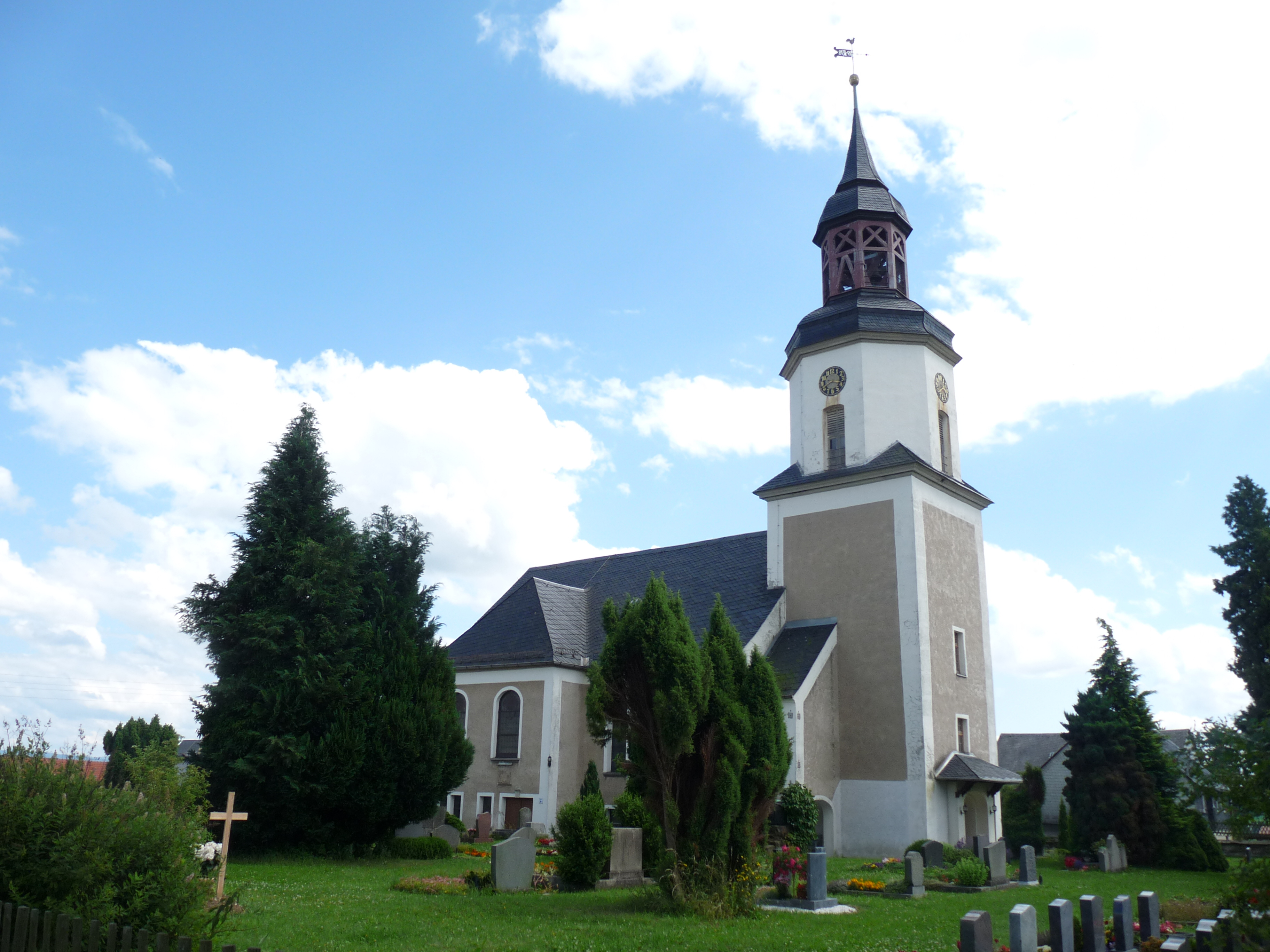
Die Kirche von außen

Die  Dorfkirche Zur Heiligen Dreifaltigkeit steht im Ortsteil Reinsdorf der Kreisstadt Greiz in Thüringen. Sie gehört zum Kirchenkreis Greiz in der Evangelischen Kirche in Mitteldeutschland.

## Geschichte
Die Dorfkirche von Reinsdorf wurde auf dem Gelände einer alten baufälligen Kapelle im Jahre 1720 erbaut. Die Abbruchsteine der Kapelle wurden mit zum Bau der neuen Kirche verwendet.
Zur Weihe des Gotteshauses wurde eine vom Ortspfarrer Hironimus Reibstein geschriebene und vom Greizer Organisten Johann Friedrich Fasch vertonte Kantate uraufgeführt.
Vier Jahre nach dem Neubau des Kirchenschiffes wurde der alte Kirchturm durch einen schlanken neuen Turm ersetzt. Er besitzt eine eigenwillige Kuppelform, die von der gewohnten Greizer Form abweicht.
Bei einem Brand im Jahr 1911 gingen Gestühl, Emporen und auch die Orgel verloren. Das Gotteshaus erhielt bei der Erneuerung zwei seitenschiffähnliche Anbauten. Eine weitere Innenerneuerung erfolgte 1976 und zwei Jahre später der Außenputz.

## Ausstattung
Der barocke Kanzelaltar, der beim Bau der Kirche von Carl Erdmann von Commerstädt auf Schönfeld gestiftet wurde, ist mit Schnitzereien verziert. Aus dem mittelalterlichen Vorgängerbau wurden das Taufbecken aus Sandstein und eine spätgotische Figur übernommen, die den Märtyrer Laurentius darstellen soll und jetzt am Lesepult aufgestellt ist.